# 国际专利分类
国際專利分類（英語：International Patent Classification，縮寫：IPC），是用於專利文獻分類和檢索的國際標準。IPC根據1971年《國際專利分類史特拉斯堡協定》）建立，目前已在100多個國家中使用。問世至今，國際專利分類對於專利文獻的組織、管理、檢索，做出了重要的貢獻。

## 歷史
國際專利分類發端于歐洲。1951年，法國、聯邦德國、英國、荷蘭等國的專利專家組成分類法工作組，共同編製國際通用的專利分類法。基於這個小組的工作，1954年歐洲委員會簽署《發明專利國際分類歐洲公約》。1968年9月1日，國際分類標準的首版分别用英文和法文同時出版。1967年，世界知識產權組織的前身，保护知识产权联合国际局（BIRPI）開始為將此標準真正地國際化展開磋商。他們的工作最終形成了1971年《國際專利分類史特拉斯堡協定》。
國際專利分類的最初的七個版本以約五年一次的頻率更新。到了2006年，第八個版本發佈，這版本的分類系統被分爲核心與進階兩個等級，核心部分以三年一次的頻率更新，而進階等級提供了更加詳細的分類，更新也更頻繁（約每三個月一次）。這樣的設計允許各國的專利部門在更容易實施也更普遍籠統的核心分類，或是更加詳細也為維護帶來更多複雜性的進階分類之間選擇。IPC 8是最後一個以數字作爲版本號的版本。自IPC 8開始，國際專利分類采用發佈的年月作爲版本號。
這一劃分模式在2011年的IPC 2011.01版本中廢止。
目前，國際專利分類處於持續修訂的狀態，每年度的新版本于該年的一月一日生效。

## 歷史版本[5]
| 版本 | 生效时间                    |
| ---- | --------------------------- |
| 1    | 1968年9月1日—1974年6月30日  |
| 2    | 1974年7月1日—1979年12月31日 |
| 3    | 1980年1月1日—1984年12月31日 |
| 4    | 1885年1月1日—1989年12月31日 |
| 5    | 1990年1月1日—1994年12月31日 |
| 6    | 1995年1月1日—1999年12月31日 |
| 7    | 2000年1月1日—2005年12月31日 |
| 8    | 2006年1月1日—2006年12月31日 |

自第8版開始，國際專利分類以發佈年月作爲版本號。詳細的版本列表可以訪問世界知識產權組織的網站查詢。

## 第8版（2015版·中文版）基本内容
| 编号 | 部                               | 分部                         |
| ---- | -------------------------------- | ---------------------------- |
| A    | 人类生活必需                     | 农业                         |
| A    | 人类生活必需                     | 食品；烟草                   |
| A    | 人类生活必需                     | 个人或家用物品               |
| A    | 人类生活必需                     | 保健；救生；娱乐             |
| B    | 作业、运输                       | 分离；混合                   |
| B    | 作业、运输                       | 成型                         |
| B    | 作业、运输                       | 印刷                         |
| B    | 作业、运输                       | 交通运输                     |
| B    | 作业、运输                       | 微观结构技术；超微技术       |
| B    | 作业、运输                       | 组合技术                     |
| C    | 化学、冶金                       | 化学                         |
| C    | 化学、冶金                       | 冶金                         |
| D    | 纺织、造纸                       | 纺织或未列入其他类的柔性材料 |
| D    | 纺织、造纸                       | 造纸                         |
| E    | 固定建筑物                       | 建筑                         |
| E    | 固定建筑物                       | 土层或岩石的钻进；采矿       |
| F    | 机械工程、照明、加热、武器、爆破 | 发动机或泵                   |
| F    | 机械工程、照明、加热、武器、爆破 | 一般工程                     |
| F    | 机械工程、照明、加热、武器、爆破 | 照明；加热                   |
| F    | 机械工程、照明、加热、武器、爆破 | 武器；爆破                   |
| G    | 物理                             | 仪器                         |
| G    | 物理                             | 核子学                       |
| H    | 电学                             |                              |

## 外部連結
- 分类工具——国际专利分类，中华人民共和国知识产权局官网（页面存档备份，存于）
- IPC歷史版本 （页面存档备份，存于）

1. 1 2   (PDF).   [2024-10-15]. （原始内容存档 (PDF)于2018-08-26）.
2. ↑  FAQ on IPC Reform. Hosted by the esp@cenet website, http://www.epo.org/patents/patent-information/ipc-reform/faq.html#16 的存檔，存档日期2010-10-03.. (Internet Archive version dated October 12, 2007).
3. ↑  Guide to the International Patent Classification (Eighth Edition), WIPO Publication No 560E.5/8, ISBN 92-805-1442-3, paragraphs 29-33 (Internet Archive version dated October 14, 2007).
4. ↑  . 世界知識產權組織.   [2024-10-15]. （原始内容存档于2024-04-14）.
5. ↑  . 世界知識產權組織.   [2024-10-15]. （原始内容存档于2025-01-14）.